# Robert Schapire
Robert Elias Schapire (* 15. Dezember 1963) ist ein US-amerikanischer Informatiker, der sich mit Maschinenlernen befasst. Er ist Professor an der Princeton University.
Er wurde 1991 bei Ronald Rivest am Massachusetts Institute of Technology promoviert (The design and analysis of efficient learning algorithms).
Er entwickelte 1990 die ersten Algorithmen vom Boosting-Typ (und beantwortete damit ein Problem von Leslie Valiant und M. Kearns (1988), ob die Klasse schwacher Lernalgorithmen äquivalent zu der starker Lernalgorithmen ist) und 1995 AdaBoost (Adaptive Boost) mit Yoav Freund.
2004 erhielt er mit  Yoav Freund den Paris-Kanellakis-Preis und 2003 den Gödel-Preis für AdaBoost.
2016 wurde Schapire in die National Academy of Sciences gewählt.

## Schriften
- The strength of weak learnability, Machine Learning, 5, 1990, 197–227
- The design and analysis of efficient learning algorithms, MIT Press 1992
- mit Yoav Freund: Boosting: foundations and algorithms, MIT Press 2012